# Mẹ trùm
Mẹ trùm là một bộ phim truyền hình được thực hiện bởi Hãng phim Truyền hình Thành phố Hồ Chí Minh, Đài Truyền hình Thành phố Hồ Chí Minh do Nguyễn Hồng Chi làm đạo diễn. Phim phát sóng vào lúc 19h30 từ thứ 2 đến thứ 6 hàng tuần bắt đầu từ ngày 15 tháng 9 năm 2021 và kết thúc vào ngày 7 tháng 12 năm 2021 trên kênh HTV7.

## Nội dung
Mẹ trùm xoay quanh vợ chồng bà Cẩm (Ngân Quỳnh) từng là một cặp đôi trùm bảo kê ở các chợ đầu mối, đồng thời kiêm nghề đòi nợ thuê. Công việc làm ăn bất chính đó đã đem lại cho họ đời sống vật chất khá sung túc, thừa tiền để nuôi 4 đứa con trai bao gồm Trường Ca (Nguyễn Quốc Trường Thịnh), Trung (Thuấn Nguyễn), Hiếu (Phạm Hoàng Nguyên), Nghĩa (Quang Thái) học hành, chơi bời, ăn uống phủ phê. Tuy nhiên, cái gì cũng có cái giá của nó. Trong một lần đi đòi nợ thuê, vì bị ức hiếp quá đáng, con nợ không giữ được bình tĩnh đã chém chết ông Đại (Trọng Hải). Chứng kiến cảnh đó, bà Cẩm cũng không giữ được bình tĩnh, đã giết con nợ để trả thù cho chồng. Với tội danh trên, bà Cẩm phải lãnh án 20 năm tù giam. Trong suốt quãng thời gian dài tù ngục, bà dằn vặt lương tâm khi khiến bốn con trẻ bơ vơ mất cha, thiếu mẹ chỉ vì phút sai lầm nông nổi của mình. Trong tù, bà Cẩm sống tích cực, quyết tâm hoàn lương, thay đổi cuộc đời để sớm trở về đoàn tụ với các con.

## Diễn viên
- Ngân Quỳnh trong vai Bà Cẩm[6][7]
- Nguyễn Quốc Trường Thịnh trong vai Trường Ca[8][9]
- Lê Ngọc Trinh trong vai Trân Trân/Tiểu Vy
- Thuấn Nguyễn trong vai Trung
- Phạm Hoàng Nguyên trong vai Hiếu
- Quang Thái trong vai Nghĩa
- Ngọc Thuận trong vai Sinh
- Trọng Khang trong vai Hiếu (lúc nhỏ)
- Thuận Phát trong vai Nghĩa (lúc nhỏ)
- Thuận Hưng trong vai Trung (lúc nhỏ)
- Tiến Ngô trong vai Trường Ca (lúc nhỏ)
- Song Dương trong vai Ngọc
- Lily Chen trong vai Lan
- Thảo Quyên trong vai Linh
- Trọng Hải trong vai Đại
- Hồng Thắm trong vai Bà Văn
- Quốc Tân trong vai Ông Văn
- Phúc An trong vai Bà Vân
- Phan Vũ trong vai Sơn
- Ngô Thành Tá trong vai Đỉnh
- Xuân Hiệp trong vai Đội Trưởng

Cùng một số diễn viên khác....

## Nhạc phim
- Con yêu mẹ

Sáng tác: Văn Tứ Quý
Thể hiện: Tuấn Kha
- Lắng nghe con tim

Sáng tác và thể hiện: Văn Tứ Quý

## Giải thưởng
| Năm  | Giải thưởng                                | Hạng mục                    | (Người) đề cử | Kết quả   | Tham khảo            |
| ---- | ------------------------------------------ | --------------------------- | ------------- | --------- | -------------------- |
| 2021 | Giải Cánh diều                             | Phim truyện truyền hình     | —             | Bằng khen | [ 10 ] [ 11 ] [ 12 ] |
| 2023 | Liên hoan truyền hình toàn quốc lần thứ 41 | Phim truyền hình            | —             | Giải Vàng | [ 13 ] [ 14 ]        |
| 2023 | Liên hoan truyền hình toàn quốc lần thứ 41 | Nữ diễn viên chính xuất sắc | Ngân Quỳnh    | Đoạt giải | [ 13 ] [ 14 ]        |